# 杨希闵

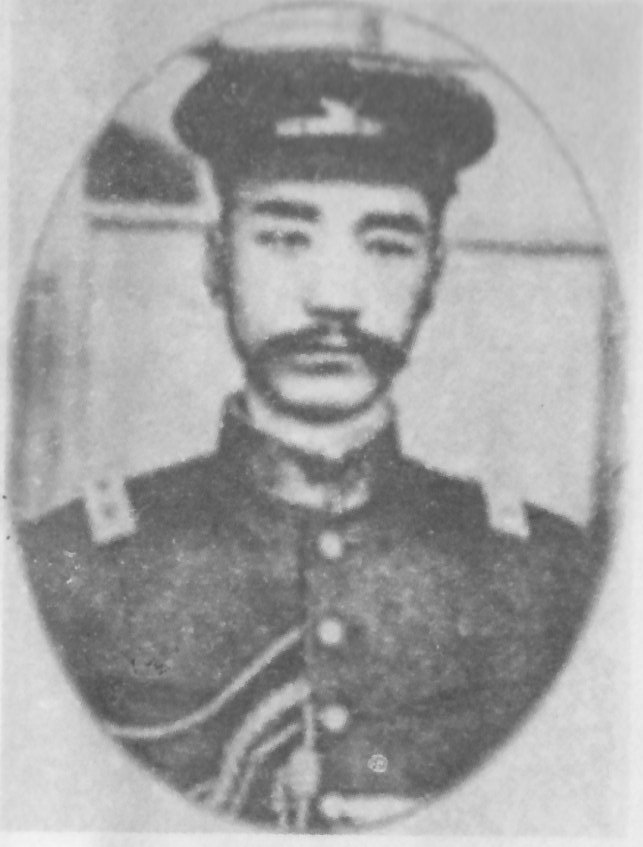

杨希闵（1886年—1967年1月17日) ，字绍基，云南省大理府宾川州平川街人，中华民国滇军将领、滇軍總司令。因同情陳炯明舉兵反對孫中山，遭代理大元帥胡漢民討伐。

## 生平
1909年（宣統元年），杨希闵入雲南陸軍講武堂。1911年（宣統3年）10月昆明重九起義爆发，杨希闵作为学生参加革命派。此後，加入謝汝翼率领的援川滇軍第1梯团，出击四川省。
1912年（民国元年），转学至江西講武堂。1913年（民国2年）毕业後，任江西步兵第3旅上尉参謀。同年，江西都督李烈鈞等人发动二次革命，杨希闵参加革命派，但最终革命派敗北。此後，杨希闵回到雲南省，加入滇军，并逐步昇進。
1921年（民国10年），駐川滇軍第1軍軍長顧品珍回到雲南，楊希閔随其到云南，顧品珍将支配雲南的唐继尧推翻并駆逐出云南。楊希閔被任命为第3旅旅長。1922年（民国11年）3月，顧品珍遭到唐继尧反擊而战死。顧品珍所部楊希閔等滇军在張開儒的率领下逃到广西省。
同年6月，孫文同陳炯明决裂，在鄒魯的策動下，張開儒率部赴广東討伐陳炯明。途中，在广西桂平，楊希閔夺取了張開儒的指揮权。孫文任命楊希閔为西路討逆軍滇軍总司令，和滇軍范石生、桂軍劉震寰与沈鴻英共同击败陳炯明。
1923年（民国12年）3月，孫文设陸海軍大元帥大本营，楊希閔被任命为滇軍总司令。同年7月，進駐廣東的滇軍重整為三個軍，楊希閔任滇軍第1軍軍長兼粤贛湘边防督办。924年（民国13年）1月，中國國民黨第一次全國代表大會上，楊希閔当选为中國國民黨中央執行委員，2月被任命为中央直轄区域執行部中央執行委員。10月，被任命为建国滇軍总司令，統轄兵力約有2萬5千至2萬6千人。
孫文死後的1925年（民国14年）3月，楊希閔被北京政府任命为广東軍務帮办。此時的楊希閔取得了南北國民政府的拉攏，在廣東紮根，楊希閔軍隊在廣東得以運作，則有賴於滇軍憑藉武力收歸廣州市的賭稅與鴉片煙捐。
国民革命军东征期间攻占兴宁时，楊希閔的滇軍劃編左翼軍，但是在作戰中左翼軍的作戰積極性極低。在右翼軍取勝後，东征军缴获了楊希閔、刘震寰与林虎、陈炯明暗通款曲、交换情报的密电。:1595月中旬，楊希閔、劉震寰在香港邀請唐继尧、陳炯明、陳廉伯、段祺瑞等與廣州國民政府為敵的勢力，希望求取他們的協助推翻廣州政府。返回廣州後，楊希閔、劉震寰部隊即積極備戰，將部隊擴充到近6萬人，但廣州政府得知此密會後，由代理大元帥胡漢民下令討伐楊希閔，並解除他所有職務。
在滇系與舊桂系部隊尚未攻陷廣州前，以黃埔軍校學生為主力的國民革命軍第一旅、建國粵軍第一旅（旅長陳銘樞）、建國粵軍第四師（師長許濟）、國民革命軍警衛軍（指揮官吳鐵城）回軍壓制。
楊希閔在反叛廣州國民政府時，並沒有讓建國滇軍屬下完全得知，因此起事後，建國滇軍第三軍軍長胡思舜與建國滇軍第二師師長廖行超藉故拖延佈署，導致楊希閔無法善用其兵力優勢建構多條防禦線，而是選擇在廣九鐵路一線與石龍和國民革命軍決戰。
1927年6月12日，國民革命軍以炮擊擊斃在廣州瘦狗嶺佈防滇軍第一師師長趙成梁，主力部下戰死的楊希閔無力再戰，由陳廉伯協助從沙面島遁逃香港，滇軍則遭到國民革命軍繳械或改編。由於楊、劉策畫叛變的證據確實，中国国民党随即将楊希閔除名。隨著滇軍的世代交替，失去軍政資本的楊希閔離開了中國的權力競逐舞台。
後来，楊希閔寓居浙江省紹興。抗日战争爆发後的1937年（民国26年），楊希閔迁居昆明。中華人民共和国成立後，楊希閔留在雲南省，当选雲南省政協委員，并加入中国国民党革命委員会（民革）。
1967年1月17日，楊希閔病逝。享年82岁。